# Tour d'Émilie 2018
La 101e édition du Tour d'Émilie a  lieu le 6 octobre 2018 entre Bologne et San Luca, sur une distance de 207,4 kilomètres. Elle fait partie du calendrier UCI Europe Tour 2018 en catégorie 1.HC. C'est également l'une des manches de la Coupe d'Italie.

## Présentation

### Équipes
Vingt-cinq équipes sont au départ de la course : treize équipes UCI WorldTeam, sept équipes continentales professionnelles, quatre équipes continentales et l'équipe nationale italienne.
| WorldTeams (13)- Groupama-FDJ - UAE Team Emirates - Bahrain-Merida - BMC Racing Team - Movistar Team - EF Education First-Drapac p/b Cannondale - Astana - Dimension Data - Mitchelton-Scott - Lotto NL-Jumbo - Sky - Trek-Segafredo - AG2R La Mondiale Équipes continentales professionnelles (7)- Bardiani CSF - Androni Giocattoli-Sidermec - Wilier Triestina-Selle Italia - Nippo-Vini Fantini-Europa Ovini - Gazprom-RusVelo - Israel Cycling Academy - Caja Rural-Seguros RGA Équipes continentales (4)- Amore & Vita-Prodir - Sangemini-MG.Kvis - Biesse Carrera Gavardo - MsTina-Focus Équipe nationale- Italie |
| |

## Classement final
| \| Classement général \| Classement général \| Classement général \| Classement général \| Classement général \| \| Coureur \| Coureur \| Pays \| Équipe \| Temps \| \| ------------------ \| --------------------- \| ------------------ \| ------------------------- \| ------------------ \| \| 1er \| Alessandro De Marchi \| Italie \| BMC Racing Team \| 5 h 09 min 35 s \| \| 2e \| Rigoberto Urán \| Colombie \| EF Education First-Drapac \| + 8 s \| \| 3e \| Dylan Teuns \| Belgique \| BMC Racing Team \| + 9 s \| \| 4e \| Michael Woods \| Canada \| EF Education First-Drapac \| + 9 s \| \| 5e \| Thibaut Pinot \| France \| Groupama-FDJ \| + 13 s \| \| 6e \| Romain Bardet \| France \| AG2R La Mondiale \| + 13 s \| \| 7e \| Primož Roglič \| Slovénie \| LottoNL-Jumbo \| + 13 s \| \| 8e \| Vincenzo Nibali \| Italie \| Bahrain-Merida \| + 15 s \| \| 9e \| Domenico Pozzovivo \| Italie \| Bahrain-Merida \| + 18 s \| \| 10e \| Sébastien Reichenbach \| Suisse \| Groupama-FDJ \| + 21 s \| |                       |          |                           |                 |
| |                       |          |                           |                 |
| Source : ProCyclingStats |                       |          |                           |                 |
| Classement général |                       |          |                           |                 |
| Coureur | Coureur               | Pays     | Équipe                    | Temps           |
| 1er | Alessandro De Marchi  | Italie   | BMC Racing Team           | 5 h 09 min 35 s |
| 2e | Rigoberto Urán        | Colombie | EF Education First-Drapac | + 8 s           |
| 3e | Dylan Teuns           | Belgique | BMC Racing Team           | + 9 s           |
| 4e | Michael Woods         | Canada   | EF Education First-Drapac | + 9 s           |
| 5e | Thibaut Pinot         | France   | Groupama-FDJ              | + 13 s          |
| 6e | Romain Bardet         | France   | AG2R La Mondiale          | + 13 s          |
| 7e | Primož Roglič         | Slovénie | LottoNL-Jumbo             | + 13 s          |
| 8e | Vincenzo Nibali       | Italie   | Bahrain-Merida            | + 15 s          |
| 9e | Domenico Pozzovivo    | Italie   | Bahrain-Merida            | + 18 s          |
| 10e | Sébastien Reichenbach | Suisse   | Groupama-FDJ              | + 21 s          |

## Classements UCI
La course attribue aux coureurs le même nombre de points pour l'UCI Europe Tour 2018 et le Classement mondial UCI.
| Position           | 1er | 2e  | 3e  | 4e  | 5e | 6e | 7e | 8e | 9e | 10e | 11e | 12e | 13e | 14e | 15e | 16e à 30e | 31e à 40e |
| Classement général | 200 | 150 | 125 | 100 | 85 | 70 | 60 | 50 | 40 | 35  | 30  | 25  | 20  | 15  | 10  | 5         | 3         |

| 1  | Alessandro De Marchi  | BMC Racing                | 200 |
| 2  | Rigoberto Urán        | EF Education First-Drapac | 150 |
| 3  | Dylan Teuns           | BMC Racing                | 125 |
| 4  | Michael Woods         | EF Education First-Drapac | 100 |
| 5  | Thibaut Pinot         | Groupama-FDJ              | 85  |
| 6  | Romain Bardet         | AG2R La Mondiale          | 70  |
| 7  | Primož Roglič         | Lotto NL-Jumbo            | 60  |
| 8  | Vincenzo Nibali       | Bahrain-Merida            | 50  |
| 9  | Domenico Pozzovivo    | Bahrain-Merida            | 40  |
| 10 | Sébastien Reichenbach | Groupama-FDJ              | 35  |